# Jane B. par Agnès V.
Jane B. par Agnès V. è un film del 1988 diretto da Agnès Varda. La pellicola è stata presentata in concorso al Festival di Berlino 1988.